# 포암산
포암산(布岩山)은 대한민국 충청북도 충주시와 경상북도 문경시에 걸쳐있는 한국의 화강암 산이다.
인근의 월악산, 주흘산, 조령산 등과 함께 조령5악으로 손꼽힌다. 월악산 국립공원에 포함된다.

## 같이 보기
- 한국의 산
- 월악산 국립공원
- 한국의 화강암
- 충주시의 지질
- 문경시의 지질